# 하루치카 시리즈
〈하루치카〉 시리즈(〈ハルチカ〉シリーズ)는 하츠노 세이가 집필한 일본의 추리소설 시리즈이다. 가도카와 쇼텐에서 2008년 10월부터 간행되고 있다.

## 개요
폐부의 위기에 처해 있는 약소 취주악부에 소속되어 있는 하루타와 치카가 교내에서 일어나는 여러 사건, 일상의 수수께끼를 해결한다. 추리소설이지만, 취주악의 고시엔·후몬칸(전일본 취주악 콩쿨) 출전을 목표로 하는 청춘소설의 면도 있으며, 또 같은 사람을 좋아하는 2명이 대립하는 연애소설의 면도 있다.
2015년 6월에 애니메이션화가 발표되어, 2016년 1월부터 3월까지 TV 애니메이션으로 방영되었다.
또, 부타(ぶーた) 작화의 만화판이 "하루치카"의 타이틀로 "월간 소년 에이스" 2015년 12월호부터 연재되고 있다.
2016년 3월에는 실사영화화가 발표되어 2017년 3월 4일에 공개되었다. 주연은 사토 쇼리(Sexy Zone), 하시모토 칸나.

## 줄거리
퇴장 게임
시리즈 제1작. 고1의 봄부터 다음 해 3월까지 일어난 일을 그린다.
결정 도둑 (結晶泥棒)
문화제까지 1주일을 남긴 가을의 어느 날, 학교 게시판에 협박장이 부착되었다. 이번으로 3년 연속, 내용은 「길거리 음식에 독을 넣겠다」. 자주 있는 장난으로, 매년 아무것도 일어나지 않는다. 하지만, 올해는 달랐다. 화학부가 문화제에서 전시할 예정이었던 황산구리의 결정이 누군가에게 도둑맞았던 것이다. 황산구리는 극약(劇藥)이며, 이대로는 문화제가 중지되어버릴 것이다. 하루타와 치카는 범인 찾기를 개시한다.
크로스 큐브 (クロスキューブ)
퇴장 게임 (退出ゲーム)
엘리펀트 브레스 (エレファンツ・ブレス)

## 간행 목록・수록 작품
| 권수 | 서적명                       | 일본             | 일본          | 일본                   | 대한민국         | 대한민국           | 수록작품 |
| 권수 | 서적명                       | 발매일           | 레이블        | ISBN                   | 발매일           | ISBN               | 수록작품 |
| ---- | ---------------------------- | ---------------- | ------------- | ---------------------- | ---------------- | ------------------ | --- |
| 1    | 退出ゲーム 퇴장게임          | 2008년 10월 29일 | 가도카와 쇼텐 | ISBN 978-4-04-873898-9 | 2014년 12월 22일 | ISBN 9791131903674 | - 결정 도둑(結晶泥棒) - 크로스큐브(クロスキューブ) - 퇴장게임(退出ゲーム) - 엘리펀츠 브레스(エレファンツ・ブレス) |
| 1    | 退出ゲーム 퇴장게임          | 2010년 7월 24일  | 가도카와 문고 | ISBN 978-4-04-394371-5 | 2014년 12월 22일 | ISBN 9791131903674 | - 결정 도둑(結晶泥棒) - 크로스큐브(クロスキューブ) - 퇴장게임(退出ゲーム) - 엘리펀츠 브레스(エレファンツ・ブレス) |
| 2    | 初恋ソムリエ 첫사랑 소믈리에 | 2009년 10월 1일  | 가도카와 쇼텐 | ISBN 978-4-04-873998-6 | 2015년 3월 20일  | ISBN 9791131905753 | - 스프링그래피(スプリングラフィ) - 주파수는 77.4MHz(周波数は77.4MHz) - 아스모데우스의 시선 (アスモデウスの視線) - 첫사랑 소믈리에(初恋ソムリエ)                                                                                               |
| 2    | 初恋ソムリエ 첫사랑 소믈리에 | 2011년 7월 23일  | 가도카와 문고 | ISBN 978-4-04-394455-2 | 2015년 3월 20일  | ISBN 9791131905753 | - 스프링그래피(スプリングラフィ) - 주파수는 77.4MHz(周波数は77.4MHz) - 아스모데우스의 시선 (アスモデウスの視線) - 첫사랑 소믈리에(初恋ソムリエ)                                                                                               |
| 3    | 空想オルガン 공상 오르간     | 2010년 8월 31일  | 가도카와 쇼텐 | ISBN 978-4-04-874097-5 | 2015년 6월 17일  | ISBN 9791131909515 | - 재버워크의 명찰(ジャバウォックの鑑札) - 버내큘러 모더니즘(ヴァナキュラー・モダニズム) - 열 개의 비밀(十の秘密) - 공상 오르간(空想オルガン)                                                                                                  |
| 3    | 空想オルガン 공상 오르간     | 2012년 7월 25일  | 가도카와 문고 | ISBN 978-4-04-100379-4 | 2015년 6월 17일  | ISBN 9791131909515 | - 재버워크의 명찰(ジャバウォックの鑑札) - 버내큘러 모더니즘(ヴァナキュラー・モダニズム) - 열 개의 비밀(十の秘密) - 공상 오르간(空想オルガン)                                                                                                  |
| 4    | 千年ジュリエット 천년 줄리엣 | 2012년 3월 26일  | 가도카와 쇼텐 | ISBN 978-4-04-874227-6 | 2016년 5월 13일  | ISBN 9791131941058 | - 에덴의 계곡(エデンの谷) - 헤비 록커의 실종(失踪ヘビーロッカー) - 결투 희곡(決闘戯曲) - 천년 줄리엣(千年 ジュリエット) |
| 4    | 千年ジュリエット 천년 줄리엣 | 2013년 11월 22일 | 가도카와 문고 | ISBN 978-4-04-101080-8 | 2016년 5월 13일  | ISBN 9791131941058 | - 에덴의 계곡(エデンの谷) - 헤비 록커의 실종(失踪ヘビーロッカー) - 결투 희곡(決闘戯曲) - 천년 줄리엣(千年 ジュリエット) |
| 5    | 惑星カロン 행성카론          | 2015년 9월 30일  | 가도카와 쇼텐 | ISBN 978-4-04-110476-7 | 2017년 1월 18일  | ISBN 9791131953150 | - 첼리니의 축하연 -저주의 정체-(チェリーニの祝宴 -呪いの正体-) - 발푸르기스의 밤-음악 암호-(ヴァルプルギスの夜 -音楽暗号-) - 사연 있는 구교사-학교 밀실?-(理由（わけ）ありの旧校舎 -学園密室?-) - 행성 카론-인물 실종(-惑星カロン -人物消失-) |

## TV 애니메이션
"하루치카 ~하루타와 치카는 청춘이다〜"(ハルチカ〜ハルタとチカは青春する〜)의 타이틀로 2016년 1월부터 3월까지 방영되었다. 제작은 P.A.WORKS.

### 주제가
오프닝 테마 「虹を編めたら」(무지개를 엮을 수 있다면)
작사 - 하야시 히데키 / 작곡 - 사토 쥰이치 / 현악기 어레인지 - 카와모토 신 / 편곡・노래 - fhána
제1화에서는 엔딩 테마로 사용되었다.
엔딩 테마 「空想トライアングル」(공상 트라이앵글)
작사・노래 - ChouCho / 작곡・편곡 - 나카야마 마사토
제1화에서는 미사용.

### 각화 리스트
| 화수 | 원어 부제                  | 번역 부제           | 각본                         | 그림 콘티                                        | 연출                              | 작화감독 | 원작     |
| ---- | -------------------------- | ------------------- | ---------------------------- | ------------------------------------------------ | --------------------------------- | --- | -------- |
| #01  | メロディアスな暗号         | 멜로디어스한 암호   | 요시다 레이코 (吉田玲子)     | 하시모토 마사카즈 (橋本昌和)                     | 오오타 토모아키 (太田知章)        | 大東百合恵 (오오히가시 유리에) | 오리지널 |
| #02  | クロスキューブ             | 크로스 큐브         | 요시다 레이코 (吉田玲子)     | 쿠라카와 히데아키(倉川英揚)                      | 쿠라카와 히데아키(倉川英揚)       | 스즈키 리사(鈴木理沙) 이시이 카오리(石井かおり) 타카기 하루미(高木晴美) | 제1권    |
| #03  | 退出ゲーム                 | 퇴장 게임           | 요시다 레이코 (吉田玲子)     | 하시모토 마사카즈                                | 이시카와 테츠야 (石川てつや)      | 야마모토 미치코(山本径子) 무카이가와라 켄(向川原憲) 와타나베 아키(渡辺章) 나카노 유우키(中野ゆうき) 쿠로카와 아스카(黒川飛鳥) 토쿠가와 에리(徳川恵理)                                                                            | 제1권    |
| #04  | ヴァナキュラー・モダニズム | 버내큘러 모더니즘   | 요시다 레이코 (吉田玲子)     | 스가누마 후미히코(菅沼芙実彦)                    | 스가누마 후미히코(菅沼芙実彦)     | 아키야마 유키(秋山有希) | 제3권    |
| #05  | エレファンツ・ブレス       | 엘리펀츠 브레스     | 요시다 레이코 (吉田玲子)     | 쿠라카와 히데아키 (倉川英揚)                     | 오오타 토모아키 (太田知章)        | 이시이 메이지(石井明治) 스즈키 리사 사카이 미카(酒井美佳) 무카이가와라 켄(向河原憲) 요코마츠 오스우마(横松雄馬) | 제1권    |
| #06  | スプリングラフィ           | 스프링그래피        | 하시모토 마사카즈 (橋本昌和) | 이마이즈미 켄이치 (今泉賢一) 하시모토 마사카즈   | 야마모토 히데요 (山本秀世)        | 아키야마 유키(秋山有希) 스기모토 노보루(杉本登) 카와모 츠네스케(川面恒介) | 제2권    |
| #07  | 周波数は77.4MHz            | 주파수는 77.4MHz    | 요시다 레이코                | 노시타니 미츠타카 (熨斗谷充孝) 하시모토 마사카즈 | 후루타 타케시 (古田丈司)          | 닛타 야스나리(新田靖成) 타카하시 아츠코(高橋敦子) 나카타니 아사미(中谷亜沙美) | 제2권    |
| #08  | 初恋ソムリエ               | 첫사랑 소믈리에     | 요시다 레이코                | 호소다 나오토 (細田直人)                         | 타카하시 쥰 (高橋順)              | 시게모토 와카코(重本和佳子) 오쿠다 요우스케(奥田陽介) 사카이 미카 코지마 아스카(小島明日香) 후쿠다 히로키(福田裕樹) 후쿠이 마키(福井麻記) 이와사키 료우(岩崎亮)                                                                  | 제2권    |
| #09  | アスモデウスの視線         | 아스모데우스의 시선 | 요시다 레이코                | 쿠라카와 히데아키(倉川英揚)                      | 쿠라카와 히데아키(倉川英揚)       | 스기미츠 노보루(杉光登) 스즈키 리사 이시이 카오리 이시이 메이지 나카무라 미유키(中村深雪) 오노 카즈미(小野和美) 미야가와 치에코(宮川智恵子)                                                                                      | 제2권    |
| #10  | ジャバウォックの鑑札       | 버워크의 감찰       | 요시다 레이코                | 야마모토 히데요                                  | 노시타니 미츠타카                 | 타케우치 유카리(竹内由香里) 사토 토모코(佐藤友子) 요코마츠 오스우마 야마자키 아츠코(山崎敦子) 나카노 유우키 마스이 잇페이(桝井一平) 카와구치 히로아키(川口弘明) 이이무라 신이치(飯村真一) 츠쿠마 켄토쿠(津熊健徳) 쿠즈리(クズリ) | 제3권    |
| #11  | エデンの谷                 | 에덴의 골짜기       | 하시모토 마사카즈            | 스가누마 후미히코                                | 스가누마 후미히코                 | 아키야마 유키 카와모 츠네스케 | 제4권    |
| #12  | 共鳴トライアングル         | 공명 트라이앵글     | 요시다 레이코                | 하시모토 마사카즈                                | 오오타 토모아키 하시모토 마사카즈 | 스기미츠 노보루 카와모 츠네스케 아키야마 유키 이시이 메이지 스즈키 리사 시게모토 와카코 후쿠이 마키 오오히가시 유리에 |          |

### BD / DVD
| 권 | 발매일          | 수록화          | 규격품번  | 규격품번   |
| 권 | 발매일          | 수록화          | BD 한정판 | DVD 한정판 |
| -- | --------------- | --------------- | --------- | ---------- |
| 1  | 2016년 3월 25일 | 제1화 - 제2화   | KAXA-7331 | KABA-10444 |
| 2  | 2016년 4월 27일 | 제3화 - 제4화   | KAXA-7332 | KABA-10445 |
| 3  | 2016년 5월 27일 | 제5화 - 제6화   | KAXA-7333 | KABA-10446 |
| 4  | 2016년 6월 24일 | 제7화 - 제8화   | KAXA-7334 | KABA-10447 |
| 5  | 2016년 7월 28일 | 제9화 - 제10화  | KAXA-7335 | KABA-10448 |
| 6  | 2016년 8월 26일 | 제11화 - 제12화 | KAXA-7336 | KABA-10449 |

## 영화
2017년 3월 4일에 공개된 영화이다. 감독은 이치이 마사히데. 주연은 사토 쇼리와 하시모토 칸나.

### 캐스트
- 카미죠 하루타(上条 春太) - 사토 쇼리
- 호무라 치카(穂村 千夏) - 하시모토 칸나
- 세리자와 나오코(芹澤 直子) - 츠네마츠 유리
- 히야마 카이유(檜山 界雄) - 시미즈 히로야
- 카타기리 케이스케(片桐 圭介) - 마에다 코키
- 미야모토(宮本) - 히라오카 타쿠마
- 타에코(妙子) - 카미시라이시 모카
- 와카바(わかば) - 니카이도 히메루

### 스태프
- 원작 - 하츠노 세이 〈하루치카〉 시리즈
- 감독 - 이치이 마사히데
- 배급 - KADOKAWA